# Грачи (фильм)
«Грачи» — художественный фильм режиссёра Константина Ершова, снятый в 1982 году в СССР. Сценарий написан по мотивам реальных событий.

## Сюжет
Братья Грачи — семейная банда, промышляющая разбойными нападениями.
После очередного криминального эпизода, в результате которого был убит водитель автомобиля, а также инспектор ГАИ, милиции удалось задержать членов банды. Младший брат, Александр Грач, был вовлечён в преступную деятельность под давлением авторитета и личности среднего брата Виктора. В замысле убийства водителя «Жигулей» Усова участвовал также зять братьев Леонид Осадчий. Виктор сидел в машине справа от водителя Усова, за водителем сидел Леонид Осадчий, рядом с ним Александр. После убийства семья Грачей решает перебраться в Краснодар. Однако по их следу идёт милиция, причём Виктор уже заметил слежку, после чего они решают с Осадчим временно «разбежаться». Виктор и Александр бегут вместе, но их вскоре блокируют в ресторане. Александра задерживают на улице, когда он ждал брата, а Виктор, заметив это, пытается улизнуть через служебную подсобку, но там все выходы успевают перекрыть — и Виктор быстро попадается. При попытке же задержать сообщника Грачей Леонида Осадчего, тот отстреливается и пытается сбежать по крышам домов, однако по нему применяют оружие, и раненый Леонид падает с крыши и погибает. На суде Виктор заявляет, что якобы сидел позади Усова, тогда как рядом с водителем сидел Леонид Осадчий, но это заявление опровергается путём предъявления прямого вещественного доказательства убийства — ножа, которым оно было совершено. Виктора приговаривают к расстрелу, Александра — к пяти годам лишения свободы с отбыванием наказания в колонии усиленного режима. А судья, приехав в старый дом Грачей, пытается понять, как они превратились в преступников.

## В ролях
- Алексей Петренко — Игорь Анатольевич Ставрасов, судья
- Леонид Филатов — Виктор Сергеевич Грач (прототип Пётр Билык), средний брат
- Ярослав Гаврилюк — Александр Сергеевич Грач (прототип Владимир Билык), младший брат
- Виталий Шаповалов — Леонид Осадчий (прототип Афанасий Ставничий), он же Леонид Михайлович Чикин
- Юрий Гребенщиков — Андрей Сергеевич Грач, старший брат
- Ирина Бунина — Галина Сергеевна Грач, сестра
- Мария Виноградова — Евдокия Ивановна Грач, мать
- Земфира Цахилова — Вера Загоруйко, любовница Виктора Грача
- Анатолий Ромашин — Белодед, следователь
- Марк Гресь — Виктор Грач в детстве
- Вадим Тацкий — Александр Грач в детстве
- Александр Ануров — прокурор
- Анатолий Барчук — народный заседатель
- Николай Гудзь[укр.] — свидетель
- Елена Долинская — мать Акчурина
- Людмила Логийко — жена Малика
- Константин Линартович — Малик, лейтенант ГАИ
- Александр Милютин — свидетель
- Николай Олейник — Акчурин, сержант ГАИ
- Раиса Пироженко — народный заседатель
- Владимир Попков — адвокат Александра Грача
- Елена Чекан — Акчурина, жена сержанта
- Витольд Янпавлис — адвокат Александра Грача
- Пётр Филоненко — оперативник

## Съёмочная группа
- Режиссёр: Константин Ершов
- Сценаристы: Константин Ершов, Рамиз Фаталиев
- Оператор: Александр Яновский
- Композитор: Валентин Сильвестров

## Основа сюжета
Распространено мнение, что в основу сюжета фильма легла деятельность банды братьев Толстопятовых. В действительности прототипами Грачей стали члены другой семейной банды из Ростовской области — братья Пётр и Владимир Билык и муж их сестры Афанасий Ставничий (в фильме он выведен под фамилией Осадчий). Именно Билыки и Ставничий, в ночь с 13 на 14 октября 1977 года, расстреляли на 934 километре автодороги «Харьков-Ростов-на-Дону» сотрудников ГАИ — младшего лейтенанта милиции Геннадия Богатикова и старшего сержанта милиции Георгия Вернигорова, из автомата Калашникова, украденного ранее у военнослужащего.